# Ли Ли
Ли Ли (李丽), также известная как Ли Ли из Бэйпина （北平李丽) (1910 год — 2002 год) — китайская светская львица, актриса. В годы японско-китайской войны использовала свои знакомства в японских кругах для передачи секретных материалов китайской разведке.
Ни один фильм с её участием не сохранился до настоящего времени.

## Биография
Ли Ли родилась в 1910 году в Циндао в хорошо обеспеченной семье. В возрасте 17 лет начала общаться в высших светских кругах Шанхая. Пресса приписывала ей отношения с Чжан Сюэляном. В 1935 году была названа шанхайской прессой «императрицей танцпола».
В 1938 году была завербована шефом гоминьдановской разведки Дай Ли. Прошла специальную подготовку. Будучи хорошо знакомой со многими высокопоставленными деятелями Китая и Японии, снабжала гоминьдановскую разведку секретными данными. В своих мемуарах Ли Ли описывает случай, когда она и известный актёр пекинской оперы Мэй Ланьфан были приглашены японским генерал-лейтенантом Мацуи выступить в Гуанчжоу. Мэй Ланьфан появился перед публикой лишь на минуту, предоставив сцену Ли Ли. После выступления Мацуи пожелал, чтобы певица сопроводила его в резиденцию. Воспользовавшись тем, что Мацуи был сильно пьян, Ли Ли пересняла секретные документы, хранящиеся в его столе. Благодаря добытыми ею данным было потоплено более десяти транспортных кораблей врага, на которых утонуло несколько тысяч японских солдат.
Снабжала гоминьдановскую разведку секретными данными вплоть до завершения японско-китайской войны.
После окончания гражданской войны переехала в Гонконг, где снялась в фильмах «Идеальная женщина» (The Perfect Woman) и «Проститутка и генерал» (1941). В 1955 году переехала на Тайвань, где снялась в фильме «Долгое путешествие домой» (1959) и китайской опере «Реинкарнация леди Цветок Сливы» (1968 году). После этого навсегда простилась со сценой и с экраном.
Умерла на Тайване в 2002 году. После её смерти с разрешения сына Ли Ли были опубликованы её мемуары.